# Гржебик, Ярослав
Яросла́в Гржебик (чеш. Jaroslav Hřebík; 16 декабря 1948, Бенешов, Чехословакия) — чешский футболист и тренер. Спортивный директор пражской «Спарты», которую ранее возглавлял в качестве главного тренера.
Был первым иностранным тренером в истории московского «Динамо».
В чешской «Спарте» под руководством Гржебика выступали такие футболисты, как Иржи Ярошик, Либор Сионко, Йиржи Новотный, Лукаш Гартиг, Зденек Грыгера.
В 2001 году Гржебик был признан вторым тренером года в Чехии.